# تشيمابو

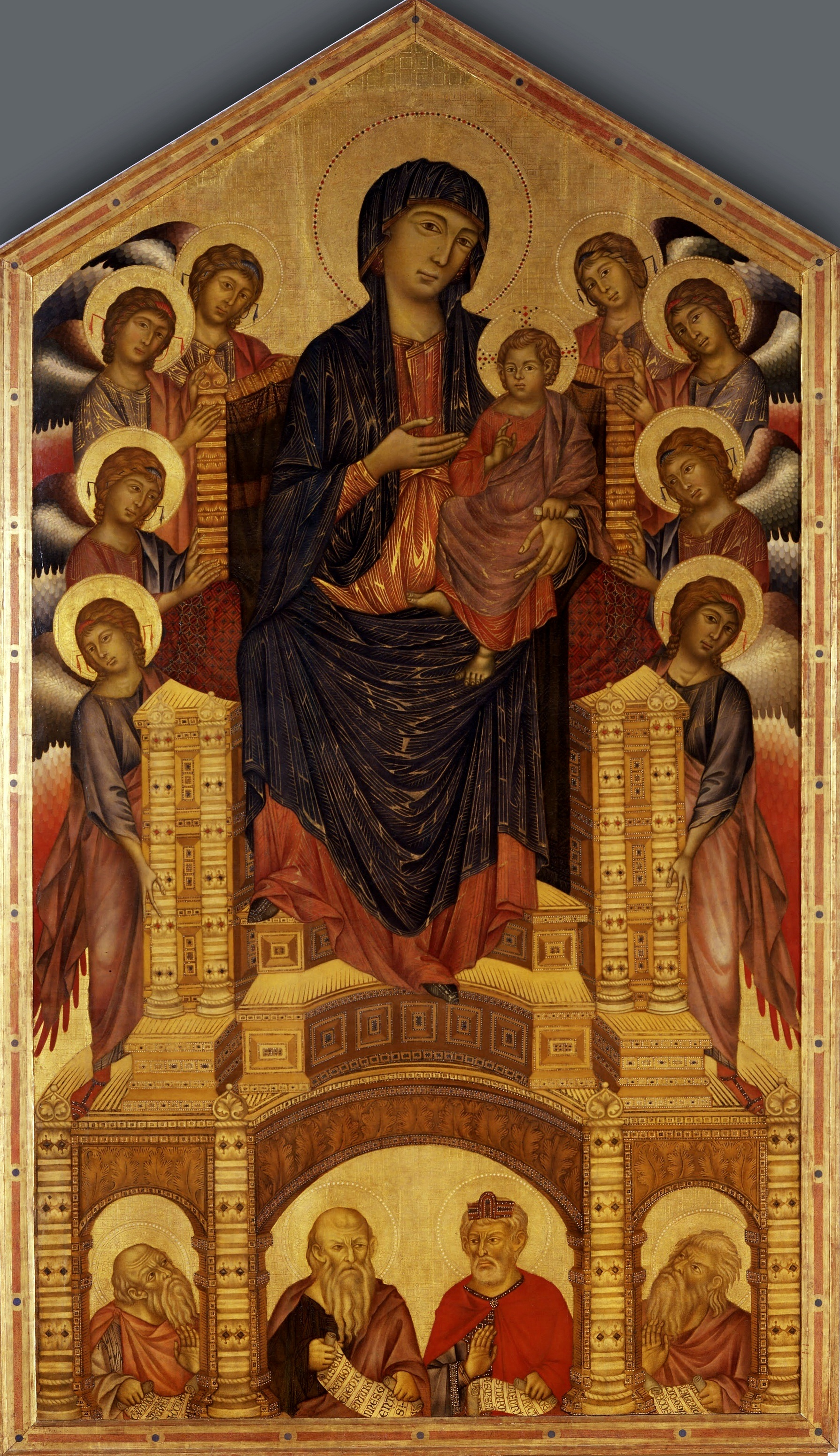
Maestà, 1280-1285

تشيمابو (Cimabue) (c. 1240 — c. 1302)، هو رسام إيطالي وفنان فسيفساء من فلورنسا. ينظر إليه عادة باعتباره آخر رسام عظيم في التقاليد البيزنطية وهو أيضا معروف بسبب أحد تلامذته «جوتو دي بوندوني»، الذي أحدث ثورة في الفن في إيطاليا. فن هذه الفترة ضم مشاهد تبدو أن الاشكال مستويه نسبيا وكان تشيمابو رائدا في التحرك نحو الطبيعية.

## فن النهضة الايطالى
لم يولد الفن الايطالى إلا عندما بدأ «تشيمابو» الفلورنسى يرسم في القرن الثالث عشر وكان يلقب بشيخ الرسامين. ولا يعُرف عنه الا القليل وكان يعمل في الفسيفساء كغيره من مهره الصناع ولكنه عندما كان يرسم كان يعطى الاشخاص المرسومه طبيعيه يسعد بها كل من يراها. وكان تشيمابو مشهورا في ايامه ولكن سرعان ما احتل مكانه رسام اعظم من تلامذته يدعى «جيوتو». ويحكى ان تشيمابو اخذه ورباه معه عندما رأه يرسم على صخره خارج فلورنسا